# Registro vocal
Um registro vocal é uma extensão de sons da voz humana produzida por um determinado padrão vibratório  das pregas vocais. Esses registros incluem voz modal (ou voz normal), fry (registro pulsátil), falsete e registro de apito. Os registros correspondem a eventos que ocorrem exclusivamente nas pregas vocais e outras eventuais estruturas da laringe. Cada um desses padrões vibratórios ocorre dentro de uma faixa específica de frequências e produz sons característicos que podem ser geralmente identificados perceptualmente e por outros métodos objetivos.
Para a maioria dos autores contemporâneos em ciência da voz, o registro vocal possui três componentes: um certo padrão vibratório das pregas vocais, uma certa série de sons e um certo tipo de som. Embora essa visão também seja adotada por muitos instrutores vocais, outros definem o registro vocal de maneira mais vaga, usando o termo para denotar várias teorias de como a voz humana muda, subjetiva e objetivamente, à medida que se move através de sua extensão. Existem muitas teorias divergentes sobre registros vocais pedagogia vocal, tornando o termo um tanto confuso e às vezes controverso no campo do canto . Alguns pedagogos vocais podem usar o termo registro vocal para se referir a qualquer um dos seguintes:  

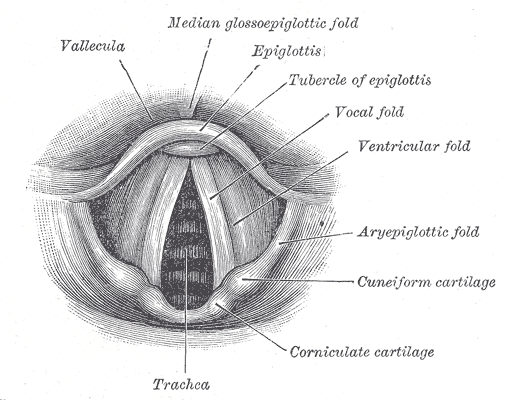
Um diagrama anatômico rotulado das pregas vocais ou cordas.

- uma parte específica da extensão vocal, como os registros superior, médio ou inferior;
- uma área de ressonância, como na voz no peito ou na voz de cabeça;
- um processo fonatório;
- um certo timbre vocal;
- uma região da voz que é definida ou delimitada por quebras vocais.

Manuel Garcia II, no final do século XIX, foi um dos primeiros a desenvolver uma definição sistemática de registros, uma definição que ainda hoje é usada por pedagogos e professores de canto.
"Um registro é uma série de sons homogêneos produzidos por um mecanismo, diferindo essencialmente de outra série de sons igualmente homogêneos produzidos por outro mecanismo vocal".
Outra definição é de Clifton Ware, da década de 1990.
"Uma série de tons vocais distintos, consecutivos e homogêneos que podem ser mantidos em tom e intensidade em um determinado intervalo".
Um registro consiste , perceptivamente, das qualidades de tom homogêneas produzidas pelo mesmo sistema mecânico, enquanto que a "registração" seria o processo de usar e combinar os registros para obter um canto artístico. O termo registração é usado por organistas para designar o uso criterioso dos diferentes conjuntos de tubos de um órgão. Por exemplo: um cantor habilidoso percorre sua  e extensão sem problemas, de maneira que não fique  evidente para o ouvinte que tenham ocorrido alterações no registro. Esse processo pode ser descrito como um registro bom ou limpo. O termo "registro" se originou no século XVI, possivelmente a partir deste uso no órgão de tubos. Antes disso, reconhecia-se que havia "vozes" diferentes. Quando os professores começaram a perceber o quão diferentes eram os intervalos de ambos os lados das passagens ou quebras na voz, eles foram comparados a diferentes conjuntos de tubos em um órgão. Esses aglomerados de tubos eram chamados de registradores; portanto, o mesmo termo foi adotado para vozes.

## Número de registros
Os registros vocais, como mencionado,  surgem de diferentes padrões vibratórios produzidos pelas cordas vocais. Pesquisas realizadas por fonoaudiólogos e alguns pedagogos vocais revelaram que as cordas vocais são capazes de produzir pelo menos quatro formas vibratórias distintas, embora nem todas as pessoas possam produzi-las. A primeira dessas formas vibratórias é conhecida como voz natural ou normal; outro nome para ela é voz modal, um termo atualmente amplamente usado em publicações de fonoaudiologia e pedagogia vocal. Nesse uso, modal refere-se à disposição natural ou maneira de ação das cordas vocais. As outras três formas vibratórias são conhecidas como vocal fry, falsete e apito. Cada um desses quatro registradores possui seu próprio padrão vibratório, sua própria área de afinação (embora exista alguma sobreposição) e seu próprio som característico. Organizados pelas áreas de campo cobertas, a voz vocal é o registro mais baixo, a voz modal é a próxima, depois o falsete e, finalmente, o registro do apito.
Enquanto os fonoaudiólogos e estudiosos da fonética dividem consistentemente a voz nesses quatro registros, os pedagogos vocais estão divididos nessa questão. O uso indiscriminado do registro de palavras levou a muita confusão e controvérsia sobre o número de registros na voz humana dentro dos círculos pedagógicos vocais. Essa controvérsia não existe na fonoaudiologia e nas outras ciências, porque os registros vocais são vistos de um ponto de vista puramente fisiológico, relacionado à função laríngea. Vários escritores preocupados com a arte de cantar afirmam que existem de um a sete registros presentes. A diversidade de opiniões é bastante ampla e não há consenso ou ponto de vista único.
A prática predominante na pedagogia vocal é dividir as vozes de homens e mulheres em três registros. As vozes dos homens são designadas "peito", "cabeça" e "falsete" e as vozes das mulheres são "peito", "meio" e "cabeça". Essa maneira de classificar registros, no entanto, não é universalmente aceita. Muitos pedagogos vocais culpam parcialmente essa confusão pelo uso incorreto dos termos "registro do tórax" e "registro da cabeça". Esses profissionais argumentam que, como todos os registros se originam na função da laringe, não faz sentido falar em registros produzidos no tórax ou na cabeça. As sensações vibratórias que são sentidas nessas áreas são fenômenos de ressonância e devem ser descritas em termos relacionados à ressonância, e não a registros. Esses pedagogos vocais preferem os termos "voz no peito" e "voz na cabeça" sobre o termo registrar. Muitos dos problemas descritos como problemas de registro são, na verdade, problemas de ajuste de ressonância. Isso ajuda a explicar a multiplicidade de registros preconizados por alguns pedagogos vocais.
A confusão que existe em relação à definição e ao número de registros deve-se em parte ao que ocorre no registro modal quando uma pessoa canta dos tons mais baixos desse registro aos tons mais altos. A frequência de vibração das pregas vocais é determinada pelo comprimento, tensão e massa. À medida que o tom aumenta, as pregas vocais são alongadas, a tensão aumenta e a espessura diminui. Em outras palavras, todos esses três fatores estão em um estado de fluxo na transição dos tons mais baixos para os mais altos.
Se um cantor mantém constante um desses fatores e interfere com seu estado progressivo de mudança, sua função laríngea tende a se tornar estática e eventualmente ocorrem interrupções, com mudanças óbvias na qualidade do tom. Essas quebras são frequentemente identificadas como limites de registro ou como áreas de transição entre registros. A mudança distinta ou ruptura entre registros é chamado de passaggio ou um ponticello. Os pedagogos vocais ensinam que, com o estudo, um cantor pode passar sem esforço de um registro para outro com facilidade e tom consistente. Os registros podem se sobrepor enquanto cantam. Os professores que preferem a teoria dos "registros combinados" geralmente ajudam os alunos através da "passagem" de um registro para outro, ocultando seu "elevador" (onde a voz muda).
No entanto, muitos pedagogos discordam dessa distinção de limites, atribuindo tais rupturas a problemas vocais, criados por um ajuste laríngeo estático que não permite que as mudanças necessárias ocorram. Essa diferença de opinião afetou as diferentes visões sobre o registro vocal.

## Registro vocal pulsátil ou "fry"
O registro pulsátil, ou fry, é o registro vocal mais baixo e é produzido através de um fechamento glótico frouxo que permitirá que o ar "borbulhe", atingindo frequências relativamente muito baixas. O principal uso do vocal fry no canto, que pertence a determinadas culturas, é obter tons de frequência muito baixa que não estão disponíveis na voz modal. Este registro também pode ser usado terapeuticamente para melhorar a parte inferior do registro modal. Esse registro não é usado no canto lírico, mas pode estar presente em músicas pop, de jazz e de música étnica.

## Registro de voz modal
A voz modal é o registro usual para falar e cantar, e a grande maioria de ambos é feita nesse registro. À medida que o tom aumenta nesse registro, as pregas vocais são alongadas, a tensão aumenta e as bordas ficam mais finas. Um cantor ou orador bem treinado pode telefonar para duas oitavas ou mais no registro modal com produção consistente, beleza de tom, variedade dinâmica e liberdade vocal. Isso só é possível se o cantor ou orador evitar ajustes estáticos da laringe e permitir que a progressão da parte inferior para a parte superior do registro seja um contínuo cuidadosamente graduado de reajustes.

## Registro Falsetto
O registro de falsete está acima do registro de voz modal e sobrepõe o registro modal em aproximadamente uma oitava. O som característico do falsete é semelhante a uma flauta, com poucas conotações presentes. Cantores do sexo masculino podem telefonar no registro de falsete. A diferença essencial entre os registros modal e falsete reside na quantidade e tipo de envolvimento das cordas vocais . A voz do falsete é produzida pela vibração das bordas ligamentares das cordas vocais, no todo ou em parte, e o corpo principal da prega é mais ou menos relaxado. Por outro lado, a voz modal envolve toda a corda vocal, com a glote se abrindo primeiro na parte inferior e depois na parte superior. A voz do falsete também é mais limitada em variação dinâmica e qualidade de tom do que a voz modal.

## Registro de apito ou "whistle"
O registro de apito, em inglês whistle, também chamado de assovio,  corresponde a uma técnica relativamente rara e é o registro mais alto da voz humana. O registro de apito é assim chamado porque o timbre das notas produzidas a partir desse registro pode ser percebido de forma semelhante ao de um apito, ou das notas superiores de uma flauta.